# Quatre Filles et un jean 2
Pour les articles homonymes, voir Quatre Filles et un jean (homonymie).
Série Quatre Filles et un jean
Quatre Filles et un jean
(2005)
Pour plus de détails, voir Fiche technique et Distribution.
Quatre Filles et un jean 2 (The Sisterhood of the Traveling Pants 2) est un film américain réalisé en 2008 par Sanaa Hamri. C'est la deuxième adaptation d'un des romans de la série Quatre Filles et un jean écrite par Ann Brashares, après Quatre Filles et un jean réalisé par Ken Kwapis en 2005.

## Synopsis
Maintenant étudiantes à l’université, les quatre amies empruntent chacune des chemins différents pour la première fois et vivront à leur manière la liberté, les séparations, l’amour et les difficiles leçons de vie qui accompagnent inévitablement leur accession à l’âge adulte. Bridget (Blake Lively) est en Turquie pour un voyage archéologique, Carmen (America Ferrera) dans le Vermont pour un festival de théâtre, Lena (Alexis Bledel) après des funérailles en Grèce, s'éprend d'un modèle à la Rhode Island School of Design et à New York, Tibby (Amber Tamblyn) fait une avancée importante dans sa relation avec Brian (Leonardo Nam). Malgré la distance et les univers qui les séparent, elles arrivent à garder le contact et à partager avec émotion et humour leurs nouvelles expériences et leurs réussites, mettant en lumière la force incommensurable de leur amitié.

## Fiche technique
- Titre original : The Sisterhood of the Traveling Pants 2
- Réalisation : Sanaa Hamri
- Scénario : Elizabeth Chandler, d'après le roman d'Ann Brashares
- Production : Debra Martin Chase, Denise Di Novi, Broderick Johnson et Kira Davis
- Casting : Laura Rosenthal et Ali Farrell
- Musique : Rachel Portman
- Producteurs exécutifs : Andrew A. Kosove, Christine Sacani
- Photographie : Jim Denault
- Producteurs exécutifs : Alison Greenspan, Leslie Morgenstein, Bob Levy
- Montage : Melissa Kent
- Décors : Gae Buckley
- Coproducteurs : Steven P. Wegner, Yolanda T. Cochran, Gaylin Fraiche
- Costumes : Dona Granata
- Format : Couleurs - 2,35:1 - 35 mm
- Genre : Comédie
- Durée : 119 minutes
- Date de sortie : aux  États-Unis le 8 août 2008
- Date de sortie en DVD en  France le 18 novembre 2008
- Source : DVD

## Distribution
- Amber Tamblyn (VF : Chantal Baroin ; VQ : Camille Cyr-Desmarais) : Tibby Tomko-Rollins
- Alexis Bledel : (VF : Noémie Orphelin ; VQ : Geneviève Désilets) : Lena Kaligaris
- America Ferrera (VF : Émilie Rault ; VQ : Éveline Gélinas) : Carmen Lowell
- Blake Lively (VF : Élisabeth Ventura ; VQ : Karine Vanasse) : Bridget Vreeland
- Rachel Nichols (VQ : Émilie Bibeau) : Julia
- Tom Wisdom (VQ : Alexis Lefebvre) : Ian
- Rachel Ticotin (VQ : Hélène Mondoux) : mère de Carmen
- Leonardo Nam (VQ : Hugolin Chevrette) : Brian McBrian
- Michael Rady (VF : Xavier Thiam ; VQ : Martin Watier) : Kostos
- Shohreh Aghdashloo (VQ : Claudine Chatel) : prof. Nasrin Mehani
- Blythe Danner (VQ : Élizabeth Lesieur) : Greta
- Jesse Williams (VQ : Marc St-Martin) : Leo
- Lucy Hale (VF : Adeline Chetail ; VQ : Sarah-Jeanne Labrosse) : Effie
- Maria Konstandarou : Yaya
- Ernie Lively : père de Bridget

Source et légende : Version française (VF) via le carton de doublage et Version québécoise (VQ) sur Doublage QC